# 提督之決斷IV
《提督之決斷IV》是光榮推出的一個關於第二次世界大戰海戰的回合制策略遊戲，並為提督之決斷系列遊戲的最新作。

## 概要
視窗版是一人玩家限定的遊戲。遊戲的舞台從前三作的太平洋海域延伸到全世界。而可選擇的國家除了前作包含的日本（大日本帝國）和美國（美利堅合眾國），還增加了英國（大英帝國，包含荷蘭印尼艦隊及澳洲艦隊）和德國（納粹德國，包含義大利艦隊）。另外，長劇本在選擇的時候可以改變所屬陣營，預設則為史實的美英（盟軍）對日德（軸心國）。短劇本則根據劇本而設定陣營構成，而在完成短劇本的戰役後（不論勝敗），玩家可選擇轉以長劇本形式繼續遊戲，但該戰的戰果（如被擊沉的艦船和領土範圍）均會反映在遊戲中。
至於領土方面則採用新的表示方式，把全世界分成50個海域，以海峽或所屬港口命名，如馬六甲海峽、夏威夷、多佛海峽等。但為免再一次挑動中國有關方面的情緒，前作所包含的中國城市除了當時是英國殖民地的香港以外，一概沒有在第四代遊戲中出現。而擴張勢力的方法則從「佔領據點」變成「確保該海域的制海權」（摧毀敵方艦隊和飛機場），使得前作很少發生的艦隊戰成為本作的焦點。這個新的遊戲方式把前作一切陸軍的存在，如基地佔領、陸戰等全部排除，結果令一些較重視陸軍的玩家感到不滿。
遊戲分戰略和戰術兩部分進行。戰略部分為回合制，以一週為一回合。戰術部分則為即時制，時限為三天。
在戰略部分，玩家可進行非戰鬥的工作，包括調動艦隊、建造艦船和飛機、研發新戰艦和飛機及技術研發等。確定實行後，就會進入戰術部分，進行戰鬥。
戰術部分的戰鬥只會在有需要的時候才開始，如該週玩家所屬國家無需要進行任何戰爭行動，戰術部分將會被跳過。
在進攻的時候，勝利（戰略的勝利）的條件是海域內所有敵方艦船被擊沉及撤退及擊毀所有地方的飛機場，而敗北條件則為在限時內未能達成所有前述勝利條件或我方艦船全被擊沉及撤退（防守時的勝負條件相反）。如攻方獲得戰略的勝利（達成勝利條件），該海域的擁有權將由守方轉移到攻方，否則視為該海域防禦成功。不過，系統將會以所得的戰果來決定是「戰術的勝利」還是「戰術的敗北」。如守方並沒有在該海域內部署艦隊及飛機場，攻方則會無條件獲得戰略的勝利（守方則為戰略的敗北）
當敵方陣營存在著兩或三個國家的時候，首先攻滅的國家的提督將會加入我方成為提督，但軍階會下降兩級。但戰敗國的殘餘艦隊則會立即消失，不能為我方所用。另外，在長劇本中，玩家可以修改提督的姓名。
與前作不同的是，本作的飛機和艦船的建造都不依常理－一直線的建造。而且相對於前作，飛機和艦船的建造過程非常迅速且便宜，各陣營也因此能大量製造戰艦和空母。但因此，本作未能模擬第二次世界大戰的淒慘感覺。
總的來說，因為本作的操作和戰略性被簡化，使得這遊戲成為適合戰略遊戲初學者玩的遊戲。不過，因為以兵器能力考證為首的多個問題（在威力加強版部分敘述），使得前作的愛好玩家對此遊戲評價不高。

### PS2版的異同
PS2版的系統介面基本沿用個人電腦版遊戲，可選擇國家也跟個人電腦版遊戲一樣。唯一不同的是戰術部分的戰術畫面完全是3D畫面，大大增加了海戰的臨場感。
玩法也沒大改變－玩家將扮演選擇國家海軍的艦隊總司令，帶領自國海軍跟敵國爭取制海權，最終目標則為佔領敵方母港。
跟個人電腦版一樣，玩家能在遊戲開始前自由改變軸心國跟盟軍的構成，就算是日德（盟軍）對美英（軸心國）的相反設定也是可能的。
但是，樞軸國與盟軍在遊戲中的差別只在戰爭勝敗的時候的評語，戰鬥內容則沒有差別。

### 威力加強版
此遊戲亦提供威力加強版資料片，安裝後將有以下改動：
- 新增數個劇本及技術
- 改變戰鬥方式及引入登陸艦，再次引入陸戰隊佔領飛行場的概念
- 在戰術模式新增一個攻方無條件勝利條件：若海域中的飛機場全被破壞，而海域中只有由潛艦組成的艦隊，則攻方無條件的獲得戰略的勝利。
- 擴大提督可編輯的資料範圍，玩家可改變提督的能力及官階

個人電腦版的威力加強版必須安裝在通常版上面，但PS2版則無需通常版也能正常的使用威力加強版進行遊戲。
若PS2的記憶卡內存有通常版的存檔，在開始遊戲（長劇本與短期劇本亦然）的時候，將會出現隱藏艦隊。隱藏艦隊的組成是每個劇本不同的，但所有艦船的能力均是該級艦船的最高值。
在通常版的飛機設計中，德國的Holten全翼機擁有超群的性能，而在威力加強版中，各國的一種噴射機均被強化，並擁有與Holten全翼機同等的戰鬥力。在艦船設計中，除了部份（如日本的舊型戰列艦）艦級外，如在威力加強版中選擇「新規設計」（重新設計），艦船的設計上限都會比通常版為高，即可設計更高性能 的艦船。
威力加強版遊戲也容許兵器限制。例如，若開啟驅逐艦的限制，則在遊戲開始的時候，選擇國家的艦隊中所有驅逐艦均會被刪除。這提升了遊戲的難度，特別是開始時資源不多的日本。
不過，若能在開啟兵器限制下通關（統一世界），將會有特別的獎勵。甚至在通關數次後（詳細條件不明），獲得更特別的如開始資源最大、不需通常版存檔而出現隱藏艦隊的獎勵。另外，若以其他設定通關，則有其他的獎勵。當中包括音樂欣賞模式、降低艦船建造時間和降低艦建造航機所需的資源。

## 劇本
長劇本
- 狼群作戰
- 日美開戰
- 大艦巨砲時代（威力加強版新增，假想劇本）

短期劇本
- 通常版內容
  - 納爾維克海戰
  - 大西洋海戰（丹麥海峽海戰）
  - 錫蘭海戰（印度洋海戰）
  - 中途島海戰
  - 第二次所羅門海戰
  - 南太平洋海戰
  - 瓜達爾卡納爾海戰
  - 馬里亞納海戰（菲律賓海海戰）
  - 雷伊泰灣海戰
  - 坊之岬海海戰
- 威力加強版新增內容
  - 第二次日德蘭海戰（假想劇本，英德雙方以一戰後期設計的大艦巨砲戰艦再進行第一次世界大戰的日德蘭海戰）
  - 凱比爾港海戰
  - 幻之八八艦隊（假想劇本，美日雙方以一戰後期設計的大艦巨砲戰艦進行中途島海戰）
  - Plan Red（假想劇本）
  - Plan Black（假想劇本）
  - 珊瑚海海戰
  - Pedestral行動
  - 雅圖島海戰
  - 意大利投降（德國艦隊跳過歐洲大陸突然在地中海出現，在史實遊戲上通常是不可能的）
  - 日德最終決戰（假想劇本，日德二次大戰勝利後的海戰。）
- 短劇本套裝#1內容
  - 馬來亞海戰
  - 薩沃島夜戰
  - 巴倫支海海戰
- 短劇本套裝#2內容
  - 馬塔潘角海戰
  - 第一次所羅門海戰
  - 維拉拉維拉海戰

## 外部連結
- 遊戲官方網站 （页面存档备份，存于）
- 遊戲的用家專用頁 （页面存档备份，存于）